# 黑水镇 (洮南市)
黑水镇，是中华人民共和国吉林省白城市洮南市下辖的一个乡镇级行政单位。

## 行政区划
黑水镇下辖以下地区：
黑水村、五一村、繁荣村、丰满村、东安村、旭日村、新生村和友好村。

## 特产
黑水西瓜：中国地理标志产品。